# Вібрація

Один з можливих режимів вібрації круглої мембрани (див. інші режими).

Вібра́ція (англ. vibration) — рух матеріальної точки або механічної системи, при якому почергово зростають і спадають за часом значення величини, що характеризує цей рух. Проявляється у вигляді механічних коливань пружних тіл. 

## Основні поняття та визначення
Корисна вібрація збуджується вібраторами й використовується у вібраційній техніці, наприклад, при вібраційному транспортуванні, вібробурінні тощо. 
Вібраційна техніка — сукупність методів і засобів збудження, корисного застосування і вимірювання вібрації, вібраційного діагностування, вібраційного захисту та вібраційних випробувань.
Вібраційна машина — машина, виконавчому механізму якої надають вібрацію для здійснення чи інтенсифікації виконуваного процесу чи підвищення його якості.
Шкідлива вібрація (наприклад, під час роботи двигунів чи при русі транспортних засобів) може призвести до порушення режиму роботи машин і до руйнування, згубно впливає на здоров'я людини. Для боротьби із шкідливою вібрацією застосовують віброізоляцію.
Вібраційний захист — сукупність засобів і методів зменшення параметрів вібрації.
Вібростійкість — здатність виробу виконувати свої функції і зберігати свої параметри в межах значень, що висуваються до цього виробу, в умовах впливу вібрації в заданих режимах.

## Параметри вібрації
Основними параметрами вібрації є:
- амплітуда вібропереміщення — xm, м;
- амплітуда коливної швидкості (віброшвидкість) — Vm, м/с;
- амплітуда коливного прискорення (віброприскорення) — am, м/с2;
- період коливань — Т, с;
- частота коливань — f, Гц = 1/с.

В силу специфіки органів відчуттів визначальними при оцінці впливу вібрації на організм є діючі значення перелічених вище параметрів. Так діючим значенням віброшвидкості є средньоквадратичне значення миттєвих значень швидкості V(t) за час усереднення tyc, що обирають з врахуванням характеру зміни віброшвидкості у часі:
{\displaystyle V_{yc}={\sqrt {\frac {1}{t_{yc}\cdot \int _{t_{O}}^{t_{yc}}V^{2}(t)\,dt}}}.}
Таким чином, для характеристики вібрацій використовують спектри діючих значень параметрів або їх середніх квадратів.
У практикці віброакустичних досліджень увесь діапазон частот вібрацій розбивають на октавні діапазони. В октавному діапазоні верхня гранична частота увдвічі більша за нижню {\displaystyle {\frac {f_{2}}{f_{1}}}=2}. Аналіз і побудова спектрів параметрів вібрації можуть проводитись також в третинооктавних смугах частот — {\displaystyle {\frac {f_{2}}{f_{1}}}={\sqrt[{3}]{2}}}. Як частота, що характеризує смугу у цілому, використовується средньогеометрична частота {\displaystyle f_{mg}={\sqrt {f_{1}\cdot f_{2}}}}.
Середньогеометричні частоти октавних смуг частот вібрації стандартизовані і складають: 1; 2; 4; 8; 16; 31,5; 63; 125; 250; 500; 1000 Гц.
Оскільки абсолютні значення параметрів, що характеризують вібрацію, змінюються в дуже широких межах, на практиці використовують поняття логарифмічного рівня коливань. Логарифмічний рівень коливань — характеристика коливань, що порівнює дві однойменні фізичні величини, пропорційна десятковому логарифму відношення оцінюваного і вихідного значень величини. Як вихідні використовуються опорні значення параметрів, взяті за початок відліку. Вимірюються рівні у дБ. Тоді рівень віброшвидкості буде визначатися за формулою:
{\displaystyle L_{V}=10\lg {\frac {V^{2}}{V_{0}^{2}}}=20\lg {\frac {V_{yc}}{V_{0}}},}
де Vyc — усреднене значення віброшвидкості у відповідній смузі частот;
V0 — опорне значення віброшвидкості, що дорівнює 5×10-8 м/с, міжнародна стандартна величина.
Рівень віброприскорення визначається виразом:
{\displaystyle L_{a}=20\lg {\frac {a}{10^{-6}}}.}

## Захист від вібрацій
На промислових підприємствах нормується вібраційна швидкість, яка на частотах 16, 32, 63, 250 Гц повинна відповідати 0,0015, 0,0022, 0,0027, 0,0035 м/с. При тривалості дії вібрації не більше 20 % робочого часу допускається збільшення вібраційної швидкості в 1,5 рази.
Виникненню вібрацій запобігають установленням машин, що спричиняють вібрації, на спеціальні фундаменти з віброізоляцією і на фундаменти не зв’язані з будовою. Для віброізоляції застосовують прокладки з гуми, повсті, пробки, дерева, пружини а також сайлентблоки.